# Ernest Rutherford
Ernest Rutherford, 1. baron Rutherford Nelsonski [êrnest ráθerford], PRS, novozelandski fizik, * 30. avgust 1871, Brightwater, Nelson, Nova Zelandija, † 19. oktober 1937, Cambridge, grofija Cambridgeshire, Anglija.
Ernest Rutherford je bil novozelandski fizik, ki je opravljal pionirske raziskave v atomski in jedrski fiziki. Znan je kot "oče jedrske fizike". Enciklopedija Britannica ga smatra za največjega znanstvenika eksperimentalca od Michaela Faradaya (1791-1867). Leta 1908 je prejel Nobelovo nagrado za kemijo za svoje raziskave razpolovne dobe elementov in kemije radioaktivnih snovi. Bil je prvi nobelovec iz Oceanije in prvi, ki je nagrajeno delo opravil v Kanadi.
Rutherfordova odkritja vključujejo koncept radioaktivne razpolovne dobe, radioaktivni element radon ter razlikovanje in poimenovanje sevanja alfa in beta. Skupaj s Thomasom Roydsom je Rutherford zaslužen za dokaz, da je alfa sevanje sestavljeno iz helijevih jeder. Leta 1911 je postavil teorijo, da imajo atomi svoj naboj skoncentriran v zelo majhnem jedru. Do te teorije je prišel s svojim odkritjem in interpretacijo Rutherfordovega sipanja med eksperimentom z zlato folijo, ki sta ga izvedla Hans Geiger in Ernest Marsden. Leta 1912 je povabil Nielsa Bohra, da se pridruži njegovemu laboratoriju, kar je vodilo do Bohr-Rutherfordovega modela atoma. Leta 1917 je izvedel prvo umetno inducirano jedrsko reakcijo z izvajanjem poskusov, pri katerih so jedra dušika obstreljevali z delci alfa. Ti poskusi so ga pripeljali do odkritja emisije subatomskega delca, ki ga je sprva poimenoval "vodikov atom", kasneje pa (natančneje) preimenoval v proton. Zaslužen je tudi za razvoj sistema atomskega številčenja skupaj s Henryjem Moseleyjem. Njegovi drugi dosežki vključujejo napredek na področju radijskih komunikacij in ultrazvočne tehnologije.
Leta 1919 je postal vodja Cavendishovega laboratorija na Univerzi v Cambridgeu. Pod njegovim vodstvom je leta 1932 James Chadwick odkril nevtron. Istega leta sta študenta pod njegovim nadzorom John Cockcroft in Ernest Walton izvedla prvi poskus popolnoma nadzorovane razdelitve jedra. V čast njegovemu znanstvenemu napredku je bil Rutherford imenovan za barona Združenega kraljestva. Po smrti leta 1937 so Rutherforda pokopali v Westminstrski opatiji blizu Charlesa Darwina in Isaaca Newtona. Leta 1997 so po njem poimenovali 104. element - rutherfordij.

## Zgodnje življenje in izobraževanje
Ernest Rutherford se je rodil 30. avgusta 1871 v Brightwaterju, mestu blizu Nelsona na Novi Zelandiji. Bil je četrti od dvanajstih otrok Jamesa Rutherforda, priseljenega kmeta in mehanika iz Pertha na Škotskem, in njegove žene Marthe Thompson, učiteljice iz Hornchurcha v Angliji. Na Rutherfordov rojstni list so ime pomotoma napisali kot 'Earnest'. V družini so ga klicali Ern.
Ko je bil Rutherford star pet let, se je preselil v Foxhill na Novi Zelandiji in obiskoval tamkajšnjo šolo. Pri 11-ih letih leta 1883 se je družina Rutherford preselila v Havelock, mesto v Marlborough Soundsu. Za selitev so se odločili, da bi bili bližje tovarni lanu, ki jo je zgradil Rutherfordov oče. Ernest se je naprej izobraževal na tamkajšnji šoli.
Leta 1887 je v drugem poskusu dobil štipendijo za študij na kolidžu Nelson. Na prvem izpitu je dosegel najvišjo oceno med vsemi na Nelsonu. Ko je prejel štipendijo, je prejel 580 od 600 možnih točk. Po prejemu štipendije mu je šola Havelock poklonila pet zvezkov knjig z naslovom The Peoples of the World. Med letoma 1887 in 1889 je študiral na kolidžu Nelson, leta 1889 pa je postal najboljši študent. Igral je tudi v šolski ragbi ekipi. Ponudili so mu delo v vladni službi, a ga je odklonil, saj mu je ostalo še 15 mesecev študija.
Leta 1889 je v drugem poskusu dobil štipendijo za študij na kolidžu Canterbury Univerze Nove Zelandije med letoma 1890 in 1894. Sodeloval je v debatnem društvu in v znanstvenem združenju. V Canterburyju je leta 1892 prejel diplomo iz latinščine, angleščine in matematike, leta 1893 magistriral iz matematike in fizike ter leta 1894 diplomiral iz kemije in geologije.
Po izumu nove oblike radijskega sprejemnika je leta 1895 prejel raziskovalno štipendijo kraljeve komisije iz leta 1851 za potovanje v Anglijo na podiplomski študij v Cavendish laboratorij Univerze v Cambridgeu. Leta 1897 je prejel diplomo raziskovalca in Coutts-Trotterjevo študentsko mesto na kolidžu Trinity v Cambridgeu.

## Znanstvena kariera
Ko je Rutherford začel študirati na Cambridgeu, je bil med prvimi "tujci" (tistimi brez diplome iz Cambridgea), ki jim je bilo dovoljeno raziskovati na univerzi, poleg tega pa ga je doletela čast, da je študiral pri J. J. Thomsonu.
S Thomsonovo spodbudo je Rutherford zaznal radijske valove na 0,5 milje (800 m) in za kratek čas držal svetovni rekord v razdalji, na kateri je bilo mogoče zaznati elektromagnetne valove. Ko je predstavil svoje rezultate na srečanju Britanskega združenja leta 1896, je odkril, da ga je že presegel Guglielmo Marconi, čigar radijski valovi so poslali sporočilo preko skoraj 10 milj (16 km).

### Delo z radioaktivnostjo
Spet pod Thomsonovim vodstvom je Rutherford delal na prevodnih učinkih rentgenskih žarkov na pline, kar je vodilo do odkritja elektrona. Rezultate je Thomson prvič predstavil leta 1897. Ko je izvedel za izkušnje Henrija Becquerela z uranom, je Rutherford začel raziskovati njegovo radioaktivnost in odkril dve vrsti, ki sta se od rentgenskih žarkov razlikovala po prodorni moči. Med nadaljevanjem raziskav v Kanadi je leta 1899 skoval izraza "žarek alfa" in "žarek beta", da bi opisal ti dve različni vrsti sevanja.
Leta 1898 je bil Rutherford na Thomsonovo priporočilo sprejet na mesto profesorja fizike pri Macdonaldu na univerzi McGill v Montrealu v Kanadi. Med letoma 1900 in 1903 se mu je na McGillu pridružil mladi kemik Frederick Soddy (Nobelova nagrada za kemijo leta 1921), kateremu je postavil nalogo prepoznati žlahtni plin, ki ga oddaja radioaktivni element torij, snov, ki je bila sama radioaktivna in bi prekrivala druge snovi. Ko je izločil vse običajne kemične reakcije, je Soddy prišel do zaključka, da mora to biti eden od inertnih plinov, ki so ga poimenovali toron. Kasneje je bilo ugotovljeno, da je ta snov 220Rn, izotop radona. Odkrili so tudi drugo snov, ki so jo poimenovali Thorium X, kasneje označeno kot 224Rn, in nadaljevali z iskanjem sledi helija. Delali so tudi z vzorci "urana X" (protaktinija) Williama Crookesa in radija Marie Curie. Rutherford je nadalje raziskoval thoron v povezavi z R. B. Owensom in ugotovil, da vzorec radioaktivnega materiala katere koli velikosti vedno potrebuje enak čas, da polovica vzorca razpade (v tem primeru 111⁄2 minut), pojav, za katerega je skoval izraz "razpolovni čas". Rutherford in Soddy sta objavila svoj članek "Zakon radioaktivne spremembe", da bi pojasnila vse svoje poskuse. Do takrat se je domnevalo, da so atomi neuničljiva osnova vse snovi; in čeprav je Curie menila, da je radioaktivnost atomski pojav, je bila zamisel o atomih radioaktivnih snovi, ki razpadejo, radikalna nova ideja. Rutherford in Soddy sta dokazala, da je radioaktivnost vključevala spontani razpad atomov v drugo, še neidentificirano snov.
Leta 1903 je Rutherford obravnaval vrsto sevanja, ki ga je odkril (vendar ne poimenoval) francoski kemik Paul Villard leta 1900, kot emisijo radija, in ugotovil, da mora to predstavljati nekaj drugega od njegovih lastnih alfa in beta žarkov, saj je ugotovil, da ima veliko večjo prodorno moč. Rutherford je zato tej tretji vrsti sevanja dal ime gama žarek. Vsi trije Rutherfordovi izrazi so danes v standardni uporabi – od takrat so odkrili še druge vrste radioaktivnega razpada, vendar so Rutherfordove tri vrste med najpogostejšimi. Leta 1904 je Rutherford sklenil, da radioaktivnost zagotavlja vir energije, ki zadostuje za razlago obstoja Sonca za več milijonov let, potrebnih za počasno biološko evolucijo na Zemlji, kot so menili biologi, med drugim Charles Darwin. Fizik Lord Kelvin je že prej zagovarjal veliko mlajšo Zemljo na podlagi nezadostnosti znanih virov energije, toda Rutherford je na predavanju, ki se ga je udeležil Kelvin, poudaril, da bi radioaktivnost lahko rešila ta problem. Kasneje istega leta je bil izvoljen za člana Ameriškega filozofskega društva in se je leta 1907 vrnil v Veliko Britanijo, da bi prevzel katedro za fiziko na univerzi Victoria v Manchestru.
V Manchestru je Rutherford nadaljeval svoje delo z alfa sevanjem. V sodelovanju s Hansom Geigerjem je razvil scintilacijske zaslone s cinkovim sulfidom in ionizacijske komore za štetje delcev alfa. Z delitvijo celotnega naboja, nabranega na zaslonu, s preštetim številom, je Rutherford ugotovil, da je naboj na delcu alfa dva. Konec leta 1907 sta Ernest Rutherford in Thomas Royds izvedla poskus, kjer so alfa žarki prodrli skozi zelo tanko okence v izpraznjeni cevi. Ko so cev sprožili v razelektritev, se je spekter, dobljen iz nje, spremenil, saj so se alfa atomi kopičili v cevi. Sčasoma se je pojavil jasen spekter helijevega plina, kar dokazuje, da so alfa atomi najmanj ionizirani helijevi atomi, verjetno pa helijeva jedra. Leta 1910 je Rutherford z Geigerjem in matematikom Harryjem Batemanom objavil članek, ki opisuje prvo analizo porazdelitve radioaktivnega sevanja v času, porazdelitev, ki se zdaj imenuje Poissonova porazdelitev.
Ernest Rutherford je leta 1908 prejel Nobelovo nagrado za kemijo "za svoje raziskave razpadanja elementov in kemije radioaktivnih snovi".

### Model atoma
Rutherford je nadaljeval z revolucionarnimi odkritji še dolgo po prejemu Nobelove nagrade leta 1908.  Pod njegovim vodstvom sta leta 1909 Hans Geiger in Ernest Marsden izvedla eksperiment, ki je pokazal jedrsko naravo atomov z merjenjem odklona delcev alfa, ki gredo skozi tanko zlato folijo. Rutherford je Geigerja in Marsdena v tem poskusu prosil, naj poiščeta delce alfa z zelo velikimi odklonskimi koti, česar se ni pričakovalo po nobeni teoriji materije v tistem času. Takšni odklonski koti so bili najdeni, čeprav redki. Ko je Rutherford razmišljal o teh rezultatih v enem svojih zadnjih predavanj, je dejal: "To je bil najbolj neverjeten dogodek, ki se mi je zgodil v mojem življenju. Bilo je skoraj tako neverjetno, kot če bi izstrelili 15-palčno granato na kos svilenega papirja in bi se ta vrnila nazaj ter vas zadela." Rutherfordova interpretacija teh podatkov ga je vodila, do teorije, da je jedro zelo majhno, nabito območje, ki vsebuje velik del mase atoma.
Leta 1912 se je Rutherfordu pridružil Niels Bohr (ki je domneval, da se elektroni gibljejo po specifičnih orbitah okoli kompaktnega jedra). Bohr je prilagodil Rutherfordovo jedrsko strukturo, da bi bila skladna s kvantno hipotezo Maxa Plancka. Nastali Rutherford-Bohrov model je bil osnova za Heisenbergovo kvantno mehansko atomsko fiziko, ki velja še danes.

### Piezoelektričnost
Med prvo svetovno vojno je Rutherford delal na strogo zaupnem projektu za reševanje praktičnih problemov odkrivanja podmornic. Tako Rutherford kot Paul Langevin sta predlagala uporabo piezoelektrike in Rutherford je uspešno razvil napravo, ki je merila njeno izhodno moč. Uporaba piezoelektrike je nato postala bistvena za razvoj ultrazvoka, kot ga poznamo danes. Trditev, da je Rutherford razvil sonar, pa je napačna, saj tehnologije subakvatičnega zaznavanja uporabljajo Langevinov pretvornik.

### Odkritje protona
Skupaj s H. G. Moseleyjem je Rutherford leta 1913 razvil sistem atomskega številčenja. V poskusih sta uporabila katodne žarke za obstreljevanje različnih elementov s tokovi elektronov in opazila, da se je vsak element odzval na dosleden in razločen način. Njuna raziskava je bila prva, ki je trdila, da je vsak element mogoče definirati z lastnostmi njegovih notranjih struktur – opažanje, ki je kasneje vodilo do odkritja atomskega jedra. Ta raziskava je vodila Rutherforda do teorije, da je vodikov atom (takrat najmanj masivna entiteta, za katero je znano, da nosi pozitivni naboj) nekakšen "pozitivni elektron" – sestavni del vsakega atomskega elementa.
Šele leta 1919 je Rutherford razširil svojo teorijo o "pozitivnem elektronu" s serijo poskusov, ki so se začeli malo pred koncem njegovega delovanja v Manchestru. Ugotovil je, da dušik in drugi lahki elementi ob udarcu z delci α (alfa) izbijejo proton, ki ga je poimenoval "vodikov atom". Pokazal je, da imajo delci, ki jih izvržejo delci alfa ob trku z vodikom, enotni naboj in 1/4 gibalne količine delcev alfa.
Rutherford se je leta 1919 vrnil v laboratorij Cavendishin nasledil J. J. Thomsona na mestih profesorja in direktorja laboratorija, ki ju je zasedal do svoje smrti leta 1937. Med njegovim mandatom so Nobelove nagrade prejeli James Chadwick za odkritje nevtrona (leta 1932), John Cockcroft in Ernest Walton za poskus, ki je postal znan kot razcepitev atoma s pospeševalnikom delcev, in Edward Appleton za dokaz obstoja ionosfere.

### Razvoj teorije o protonu in nevtronu
V letih 1919–1920 je Rutherford nadaljeval svoje raziskave o "vodikovem atomu", da bi potrdil, da alfa delci razgrajujejo dušikova jedra, in potrdil naravo produktov. Ta rezultat je Rutherfordu pokazal, da so vodikova jedra del dušikovih jeder (in po sklepu verjetno tudi drugih jeder). Takšna konstrukcija se je predvidevala že vrsto let na podlagi atomskih tež, ki so bile integralni večkratniki vodikove, npr. Proutova hipoteza. Znano je, da je vodik najlažji element, njegova jedra pa domnevno najlažja jedra. Na podlagi raziskav se je Rutherford odločil za teorijo, da je vodikovo jedro morda temeljni gradnik vseh jeder in tudi morda nov temeljni delec, saj ni bilo znano, da bi bilo karkoli lažje od tega jedra. Tako je potrdil in razširil delo Wilhelma Wiena, ki je leta 1898 odkril proton v tokovih ioniziranega plina. Leta 1920 je Rutherford postavil domnevo, da je vodikovo jedro nov delec, ki ga je poimenoval proton.
Leta 1921 je Rutherford med delom z Nielsom Bohrom teoretiziral o obstoju nevtronov (kot jih je krstno poimenoval v svojem Bakerianovem predavanju iz leta 1920), ki bi lahko nekako kompenzirali odbojni učinek pozitivnih nabojev protonov s povzročanjem privlačne jedrske sile in tako preprečili, da bi se jedra razletela zaradi odbijanja protonov. Edina alternativa nevtronom je bil obstoj "jedrskih elektronov", ki bi preprečili nekatere protonske naboje v jedru, saj je bilo do takrat znano, da imajo jedra približno dvakrat večjo maso, kot bi jo lahko upoštevali, če bi jih preprosto sestavili iz vodikovih jeder (protonov). Toda kako so se ti jedrski elektroni lahko ujeli v jedro, še ni znal razložiti.
Leta 1932 je Rutherfordovo teorijo nevtronov dokazal njegov sodelavec James Chadwick, ki je nevtrone prepoznal takoj, ko so jih proizvedli drugi znanstveniki in kasneje on sam, pri obstreljevanju berilija z delci alfa. Leta 1935 je Chadwick za to odkritje prejel Nobelovo nagrado za fiziko.

### Inducirana jedrska reakcija in sondiranje jedra
V svojem štiridelnem članku o "Trku alfa delcev z lahkimi atomi" je Rutherford poročal o dveh dodatnih temeljnih in daljnosežnih odkritjih.  Prvič, pokazal je, da se pri velikih kotih sipanje alfa delcev z vodika razlikuje od teoretičnih rezultatov, ki jih je sam objavil leta 1911. To so bili prvi rezultati, ki so preučevali interakcije, ki držijo jedro skupaj. Drugič, pokazal je, da alfa delci, ki trčijo z jedri dušika, reagirajo, namesto da bi se preprosto odbili. En produkt reakcije je proton. Drugi produkt, kot je pokazal Patrick Blackett, Rutherfordov kolega in nekdanji študent, je kisik:
14N + α → 17O + p.
Rutherford je zato spoznal, "da se masa jedra lahko poveča in ne zmanjša zaradi trkov, pri katerih se proton izloči". Blackett je leta 1948 prejel Nobelovo nagrado za svoje delo pri izpopolnjevanju aparata za visokohitrostno meglično komoro, ki je bil uporabljen za to in mnoga druga odkritja.

### Poznejša leta in časti
Rutherford je v svoji domovini Novi Zelandiji prejel pomembno priznanje. Leta 1901 je na Univerzi na Novi Zelandiji pridobil doktorat iz znanosti. Leta 1916 je prejel Hectorjevo spominsko medaljo. Leta 1925 je Rutherford pozval novozelandsko vlado k podpori izobraževanja in raziskav, kar je naslednje leto privedlo do ustanovitve Oddelka za znanstvene in industrijske raziskave (DSIR). Leta 1933 je bil Rutherford eden od prvih dveh prejemnikov medalje T. K. Sideyja, ki jo je ustanovila Kraljeva družba Nove Zelandije kot nagrado za izjemne znanstvene raziskave.
Ob tem je Rutherford prejel številna priznanja s strani britanskega monarha. Leta 1914 je bil povišan v viteza. Na novoletni podelitvi odlikovanj leta 1925 je bil imenovan za člana Reda za zasluge. Med letoma 1925 in 1930 je bil predsednik Kraljeve družbe, kasneje pa predsednik Akademskega sveta za pomoč, ki je pomagal skoraj 1000 univerzitetnim beguncem iz Nemčije. Leta 1931 je bil povišan v barona Združenega kraljestva z nazivom baron Rutherford iz Nelsona. Svoj grb je okrasil s kivijem in maorskim bojevnikom. Naziv je z njegovo nepričakovano smrtjo leta 1937 izumrl.
Od leta 1992 je njegov portret na novozelandskem bankovcu za 100 dolarjev.

## Zasebno življenje in smrt
Okoli leta 1888 je Rutherford svoji babici izdelal lesen stiskalnik krompirja, ki je zdaj v zbirki Kraljeve družbe.
Leta 1900 se je Rutherford v anglikanski cerkvi sv. Pavla v Papanuiju v Christchurchu poročil z Mary Georgino Newton (1876–1954), s katero je bil zaročen, preden je zapustil Novo Zelandijo. Imela sta hčerko Eileen Mary (1901–1930), ki se je poročila s fizikom Ralphom Fowlerjem in umrla med porodom četrtega otroka. Rutherford se je v prostem času ukvarjal z golfom in avtomobilizmom.
Nekaj časa pred smrtjo so Rutherfordu odkrili majhno kilo, ki je ni hotel zdraviti. Sčasoma se je ukleščila, zaradi česar je hudo zbolel. V Londonu je bil pod nujno operiran, a je štiri dni pozneje, 19. oktobra 1937, v starosti 66 let umrl v Cambridgeu zaradi "črevesne paralize". Po upepelitvi v krematoriju Golders Green je bil deležen velike časti, saj so ga pokopali v Westminstrski opatiji blizu Isaaca Newtona, Charlesa Darwina in drugih slavnih britanskih znanstvenikov.

## Zapuščina
Na otvoritveni seji Indijskega znanstvenega kongresa leta 1938, za predsedovanje kateremu so pred nepričakovano smrtjo predvidli Rutherforda, je namesto njega spregovoril astrofizik James Jeans in ga označil za "enega največjih znanstvenikov vseh časov", rekoč:
»[Rutherford] nas s svojim čutom za pravi pristop k problemu in preprosto neposrednostjo svojih metod pogosto spominja na Faradayja, vendar je imel dve veliki prednosti, ki ju Faraday ni imel. Prvič, izjemno telesno zdravje in energijo, in drugič, priložnost ter sposobnost vodenja skupine navdušenih sodelavcev. Čeprav so bili Faradayjev delovni dosežki veliki, se mi zdi, da se moramo, če želimo doseči Rutherfordovo delo tako po količini kot po kakovosti, vrniti k Newtonu. V nekaterih pogledih je imel več sreče kot Newton. Rutherford je bil vedno srečen bojevnik – srečen pri svojem delu, srečen pri njegovem izidu in srečen v človeških stikih.«

### Jedrska fizika
Rutherford je znan kot "oče jedrske fizike", saj so njegove raziskave in delo, ki ga je opravil kot vodja laboratorija, raziskale jedrno strukturo atoma in bistveno naravo radioaktivnega razpada kot jedrskega procesa. Patrick Blackett, znanstvenik, ki je delal pod Rutherfordovim vodstvom, je z uporabo naravnih alfa delcev demonstriral inducirano jedrsko transmutacijo. Kasneje je Rutherfordova ekipa z uporabo protonov iz pospeševalnika demonstrirala umetno inducirane jedrske reakcije in transmutacijo.
Rutherford je umrl prezgodaj, da bi videl uresničitev ideje Leá Szilárda o nadzorovanih jedrskih verižnih reakcijah. Szilárd sam je dejal, da je bil Rutherfordov govor o njegovi umetno inducirani transmutaciji litija, objavljen v časopisu The Times 12. septembra 1933, navdih za razmišljanje o možnosti nadzorovane jedrske verižne reakcije, ki proizvaja energijo.
Rutherfordov govor se je dotaknil dela njegovih študentov Johna Cockcrofta in Ernesta Waltona iz leta 1932, ki sta cepila litij na alfa delce z bombardiranjem s protoni iz pospeševalnika delcev, ki sta ga zgradila. Rutherford je spoznal, da je energija, ki se sprosti iz razcepljenih litijevih atomov, ogromna, vendar je spoznal tudi, da je zaradi energije, ki jo pospeševalec potrebuje, in njegove bistvene neučinkovitosti pri delitvi atomov na ta način projekt nemogoč kot praktičen vir energije (cepitev lahkih elementov, ki jo povzroča pospeševalec, je še danes preveč neučinkovita, da bi jo uporabljali na ta način). Del Rutherfordovega govora se je glasil:
»V teh procesih bi lahko pridobili veliko več energije, kot je dovaja proton, vendar v povprečju ne bi mogli pričakovati, da bomo energijo pridobili na ta način. To je bil zelo slab in neučinkovit način proizvodnje energije in vsak, ki je iskal vir energije v transformaciji atomov, je govoril neumnosti. Toda tema je bila znanstveno zanimiva, ker je dajala vpogled v atome.«
Po njem se imenuje radioaktiven umetni kemijski element raderfordij (Rf104). V njegovo čas so poimenovali tudi kraterja na Luni (Rutherford) in na Marsu (Rutherford), asteroid glavnega pasu 1249 Rutherfordia, ter mineral rutherfordin.

## V popularni kulturi
Andrew Hodwitz je igral Rutherforda v 11. epizodi 13. sezone kanadske televizijske detektivske serije Murdoch Mysteries. Epizoda Staring Blindly into the Future je bila prvič predvajana 13. januarja 2020.

## Publikacije

### Knjige
- Radio-activity (1904), 2nd ed. (1905), ISBN 978-1-60355-058-1.
- Radioactive Transformations (1906), ISBN 978-1-60355-054-3.
- Radioaktive Substanzen und ihre Strahlungen. Cambridge: University press. 1933.
- Radioaktive Substanzen und ihre Strahlungen (v nemščini). Leipzig: Akademische Verlaggesellschaft. 1913.
- Radioactive Substances and their Radiations (1913).
- The Electrical Structure of Matter (1926).
- The Artificial Transmutation of the Elements (1933).
- The Newer Alchemy (1937).

### Članki
- Ernest Rutherford (1899). »Uranium Radiation and the Electrical conduction Produced by it«. Philosophical Magazine. 47 (284): 109–163.
- Ernest Rutherford (1903). »XV. The Magnetic and Electric Deviation of the easily absorbed Rays from Radium«. Philosophical Magazine. 6. 5: 177-187.
- Ernest Rutherford (1906). »The Mass and Velocity of the α particles expelled from Radium and Actinium«. Philosophical Magazine. Series 6. 12 (70): 348–371. doi:10.1080/14786440609463549.
- Ernest Rutherford; Thomas Royds (1909). »XXI. The nature of the α particle from radioactive substances«. The London, Edinburgh, and Dublin Philosophical Magazine and Journal of Science (v angleščini). 17 (98): 281–286. doi:10.1080/14786440208636599. ISSN 1941-5982.
- Ernest Rutherford (1911). »The Scattering of α and β Particles by Matter and the Structure of the Atom« (PDF). Philosophical Magazine. Series 6. 21 (125): 669–688. doi:10.1080/14786440508637080.
- Ernest Rutherford (1912). »The origin of β and γ rays from radioactive substances«. Philosophical Magazine. Series 6. 24 (142): 453–462. doi:10.1080/14786441008637351.
- Ernest Rutherford; John Mitchell Nuttal (1913). »Scattering of α-Particles by Gases«. Philosophical Magazine. Series 6. 26 (154): 702–712. doi:10.1080/14786441308635014.
- Ernest Rutherford (1914). »The Structure of the Atom«. Philosophical Magazine. Series 6. 27 (159): 488–498. doi:10.1080/14786440308635117.
- Ernest Rutherford (1938). »Forty Years of Physics«.  V Needham, Joseph; Pagel, Walter (ur.). Background to Modern Science: Ten Lectures at Cambridge arranged by the History of Science Committee 1936. Cambridge University Press.
- Ernest Rutherford (1913). Radioactive Substances and their Radiations. Cambridge University Press.
- Ernest Rutherford (1936). »Radioactivity and Atomic Structure«. Journal of the Chemical Society. 1936: 508–516. doi:10.1039/JR9360000508.
- "Disintegration of the Radioactive Elements" Harper's Monthly Magazine, Januar 1904, strani 279-284.